# Caüsac (Aude)
Causac (en francès Cahuzac) és un municipi francès situat al departament de l'Aude i a la regió d'Occitània.